# Terebratella
Terebratella is een geslacht van armpotigen uit de  familie van de Terebratellidae.

## Soorten
- Terebratella crenulata Sowerby, 1846
- Terebratella dorsata (Gmelin, 1790)
- Terebratella labradorensis Sowerby, 1846
- Terebratella sanguinea (Leach, 1814
- Terebratella tenuis Tort, 2003